# فیل یانگ‌هازبند
فیل یانگ‌هازبند (انگلیسی: Phil Younghusband؛ زادهٔ ۴ اوت ۱۹۸۷) بازیکن فوتبال اهل فیلیپین است.
از باشگاه‌هایی که در آن بازی کرده‌است می‌توان به باشگاه فوتبال چلسی اشاره کرد.
وی همچنین در تیم ملی فوتبال فیلیپین بازی کرده‌است.